# Sudbeni kotar Kistanje
Sudbeni kotar Kistanje bio je jedan od sudbenih kotara (njem. Gerichtsbezirk), koji su predstavljali manje upravno-teritorijalne jedinice nekadašnje Carevine Austrije u okvirima Austro-Ugarske monarhije. Zajedno sa sudbenim kotarima Benkovac i Obrovac činio je veću upravno-teritorijalnu jedinicu politički kotar Benkovac u sastavu austrijske krunske zemlje Dalmacije. Prostirao se je 1900. godine na 317,21 km2, a sjedište sudbenog kotara bilo je u Kistanjama. 

## Stanovništvo
Godine 1900. u sudbenom je kotaru Kistanjama živjelo 10.049 stanovnika popisanih kao lokalno civilno stanovništvo i "stranci" (stanovništvo iz drugih dijelova carstva - "nezavičajno" (njem. Staatsfremde) bez stalnog boravka u Dalmaciji, zatečeno na licu u vrijeme popisa, koje je u popisnim kolonama bilo vjerski, ali ne i jezično raspoređeno)), te kao vojničko stanovništvo. Izjašnjavanja u smislu narodnosne pripadnosti nije bilo, a hrvatski i srpski jezik iskazani su kao jedan jezik pod službenim imenom "srpsko-hrvatski jezik" (njem. serbo-kroatisch).
U odnosu na strukturu stanovništva ukupno je popisano 10.049 osoba ili 100% iz reda civilnog stanovništva, od toga lokalnog, "zemaljskog" iz Dalmacije 10.048 ili 99,99%, te "nezavičajnog" odn. iz drugih dijelova monarhije jedna osoba ili 0,009%. Vojničkoga stanovništva nije bilo.   
| Sudbeni kotar Kistanje | 10.049 | 1.098  | 8.951  | - | 1     | 10.036 | 11    | - | 1     | Sada je podijeljen između upravnih jedinica: općina Ervenik i Kistanje (Šibensko-kninska županija), te grada Benkovca i općine Lišane Ostrovičke (Zadarska županija). |
| %                      | 100%   | 10,92% | 89,07% | - | 0,00% | 99,87% | 0,10% | - | 0,00% | |

## Naselja
Sudbeni kotar Kistanje koji je istodobno bio i općina sastojao se iz 12 naseljenih mjesta i njihovih dijelova - zaselaka (u zagradi je dat broj stanovnika s popisa od 31. prosinca 1900. godine):
| Biovičino Selo      | 933   | -   | 933   | - | - | 933   | -  | - | - | Bukovića Trap (32), Donja Mala ili Donje Selo (149), Gornje Selo ili Staro Selo (384), Korlačani (97), Ljubovići (42), Petrova Crkva (1), Pod Kršom (174), U Polju (54) |                                                                           |
| Bjelina ili Bjeline | 802   | 118 | 684   | - | - | 802   | -  | - | - | Bjelina ili Bjeline (374), Čekić (5), Dobra Gora (20), Gračak (220), Kalanjeva Draga (155), Pod Kosom (28) | Sada se iskazuje pod imenom Bjelina.                                      |
| Dobropoljci         | 608   | 31  | 577   | - | - | 608   | -  | - | - | Dobra Gora ili Dobrići (104), Nad Poljem (44), Nad Poljem ili Staro Selo (159), Pod Poljem (108), Pri Polju (69), Smrdeljica (121), U Polju (3) |                                                                           |
| Ervenik Donji       | 990   | -   | 990   | - | - | 990   | -  | - | - | Bakljajuša (40), Budović (95), Dračevica (289), Krmeća Glava (58), Plješevica (37), Pod Gradinom (78), Pod Kraj (94), Prklje (299) | U 1971. spojeno s bivšim naseljem Ervenik Gornji u novo naselje Ervenik.  |
| Ervenik Gornji      | 1.476 | 620 | 856   | - | - | 1.476 | -  | - | - | Bezulje (59), Bjela Vlaka (77), Brdar Polje (68), Brina (8), Butiga (32), Duboki Dolac (136), Jokića Glavica ili Kom (8), Kosa (8), Koštica (102), Kovčević (264), Mali Dolac (62), Objajac (7), Pod Grgišicom (60), Pod Krivonosom (72), Pod Orlićim (17), Pod Šarajicom (44), Pri Polju (85), Radinje (123), Ravna Lokva (30), Seline (79), Tonkovac (127), U Gredini (8) | U 1971. spojeno s bivšim naseljem Ervenik Donji u novo naselje Ervenik.   |
| Ivoševci            | 1.047 | -   | 1.047 | - | - | 1.047 | -  | - | - | Donje Selo (93), Dračevo Brdo (159), Gornje Selo (249), Korolije Gornje (109), Kutlača (44), Manajlovac (0), Novoselci (126), Pod Šljemenom ili Tišmin Varoš (239), Suvi Štir (28) | U 1953. povećano za bivše naselje Rudele u Polju koje je ukinuto.         |
| Kistanje            | 1.876 | 73  | 1.803 | - | - | 1.864 | 11 | - | 1 | Bukovica (45), Čelopek (57), Čučevo (100), Draga ili Lalića Draga (315), Kistanje ili Varoš Kvartir (375), Kistanjsko Polje (397), Pod Jezerom (82), Krka ili Sveti Arhanđel (30), Kula Pojata (0), Laškovica (55), Njiva Velika (37), Srnjani ili Trnovača (205), Tvrdi Krš ili Bezbradice (178)                                                                           |                                                                           |
| Kolašac             | 260   | 2   | 258   | - | 1 | 259   | -  | - | - | Budim (6), Kolašac (168), Vlaka (86) |                                                                           |
| Modrino Selo        | 520   | -   | 520   | - | - | 520   | -  | - | - | Donje Selo (258), Donje Selo (11), Gornje Selo (35), Vrbnik (80), Zmištak (136) |                                                                           |
| Nunić               | 607   | 254 | 353   | - | - | 607   | -  | - | - | Donje Polje (165), Draga (66), Gornje Selo (132), Gornje Selo na Kršci (105), Podi pod Poljem (15), Podi Varoš (124) |                                                                           |
| Parčić              | 557   | -   | 557   | - | - | 557   | -  | - | - | Marica (329), Prosjek (129), Zmištak (99) |                                                                           |
| Rudele              | 373   |     | 373   | - | - | 373   | -  | - | - | Miljačka (6), Rudele u Polju (341), Tuk (26) | U 1953. pod imenom Rudele u Polju ukinuto i priključeno naselju Ivoševci. |